# Crossandra
Genre
Classification APG III (2009)
Genre
Crossandra est un genre de plantes à fleurs de la famille des Acanthacées, qui comprend environ 50 espèces. On les rencontre en Afrique, dans la péninsule arabique, à Madagascar et en Inde. 4 espèces sont originaires d'Afrique du Sud.

## Synonymes
- Harrachia Jacq.
- Pleuroblepharis Baill.
- Polythrix Nees
- Strobilacanthus Griseb.

## Liste d'espèces
- Crossandra acutiloba Vollesen
- Crossandra albolineata Benoist
- Crossandra armandii Benoist
- Crossandra benoistii Vollesen
- Crossandra cinnabarina Vollesen
- Crossandra cloiselii S.Moore
- Crossandra douillotii Benoist
- Crossandra flava Hook.
- Crossandra flavicaulis Vollesen
- Crossandra fruticulosa Lindau
- Crossandra grandidieri (Baill.) Benoist
- Crossandra greenstockii  S.Moore
- Crossandra horrida Vollesen
- Crossandra humbertii Benoist
- Crossandra infundibuliformis (L.) Nees
- Crossandra isaloensis Vollesen
- Crossandra longehirsuta Vollesen
- Crossandra longipes S.Moore
- Crossandra longispica Benoist
- Crossandra multidentata Vollesen
- Crossandra nilotica Oliv.
- Crossandra nobilis Benoist
- Crossandra obanensis Heine
- Crossandra pilosa (Benoist) Vollesen
- Crossandra poissonii Benoist
- Crossandra puberula Klotzsch
- Crossandra pungens Lindau
- Crossandra quadridentata Benoist
- Crossandra raripila Benoist
- Crossandra rupestris Benoist
- Crossandra spinescens Dunkley
- Crossandra stenandrium (Nees) Lindau
- Crossandra strobilifera (Lam.) Benoist
- Crossandra tsingyensis Vollesen
- Crossandra vestita Benoist
- Crossandra zuluensis W.T.Vos & T.J.Edwards

## Photographies

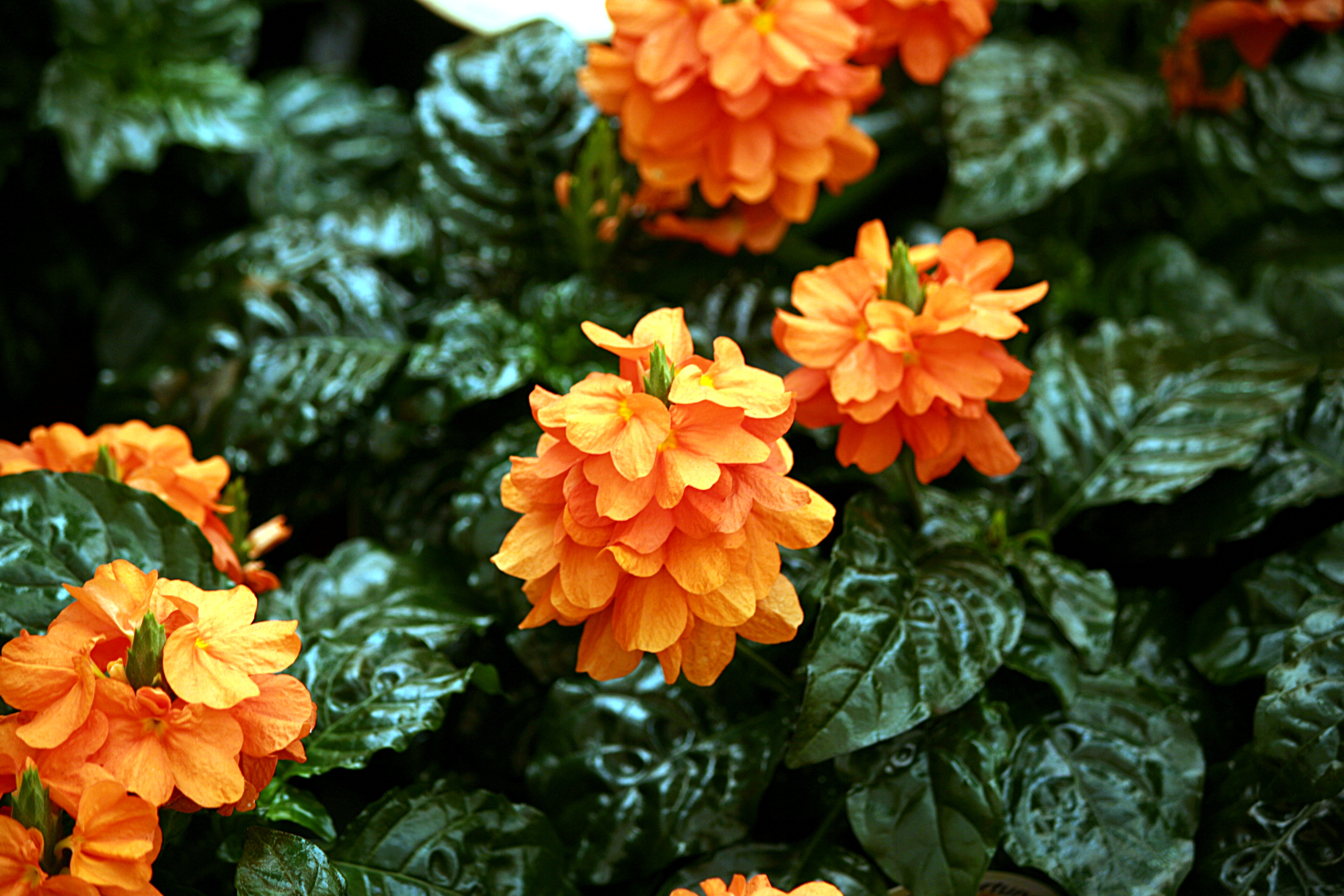
Crossandra infundibuliformis.
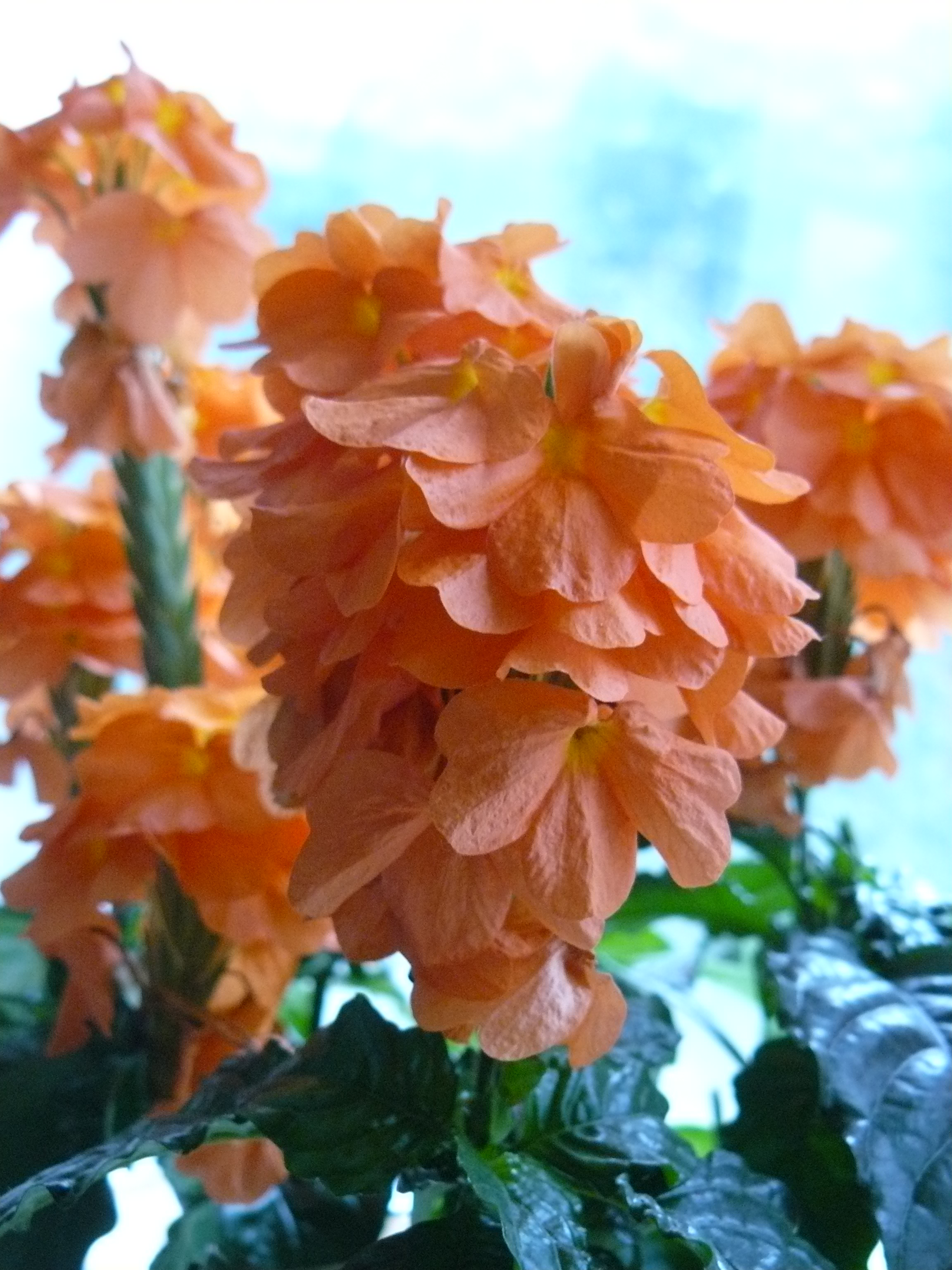
Crossandra fortuna.
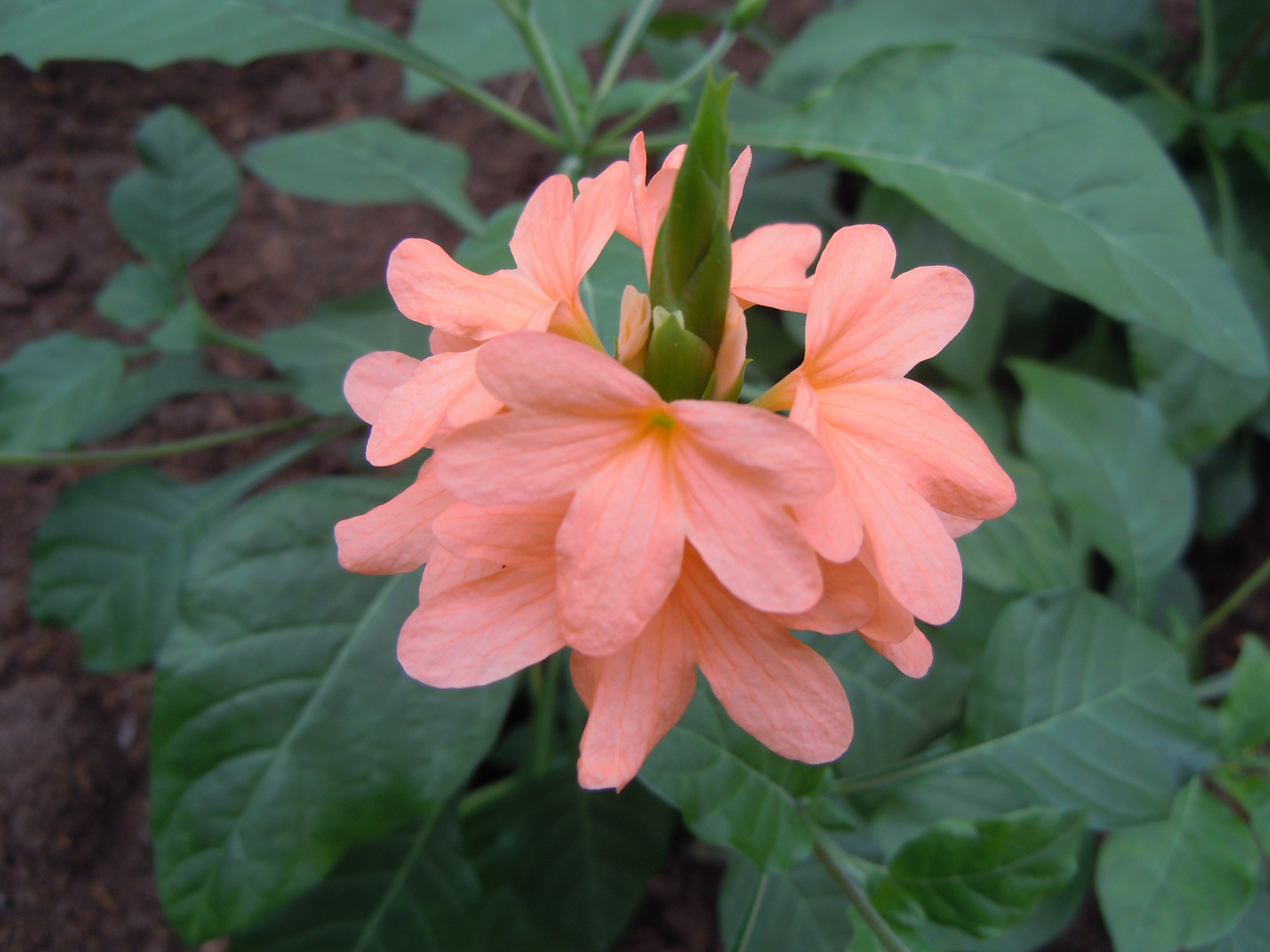
Crossandra puberula.